# Sharon Arms Doucet
Pour les articles homonymes, voir Doucet.
Sharon Arms Doucet, née Sharon Lee Arms, le 15 janvier 1951 à Champaign, dans l'Illinois aux États-Unis, est une professeure, une romancière et une auteur de livres pour la jeunesse. Elle est l'épouse du violoniste et musicologue Michael Doucet.

## Biographie

### Famille
Sharon Arms Doucet est la fille d'un géologue et d'un professeur. Elle grandit dans les Montagnes Rocheuses, puis déménagea en Louisiane où elle s'éprit de la langue française. Elle est l'épouse du violoniste et musicologue Michael Doucet, homme phare du groupe de musique cadienne BeauSoleil. Elle est la belle-sœur du guitariste David Doucet, et une cousine par alliance de l'auteur-compositeur-interprète Zachary Richard.
La famille de Sharon Arms Doucet et de Michael Doucet se compose d'une fille, Mélissa Maher, que Sharon avait eu d'un premier mariage, et de deux garçons, Matthew Jacques Doucet et Ezra Amédé Doucet. L'un est le fils de Sharon Arms, et l'autre son beau-fils.
Mélissa Maher, que l'on présente parfois comme Mélissa "Doucet" Maher, est violoniste. Elle a participé, avec Sharon Arm Doucet et Michael Doucet, en 1992, à l'enregistrement de l'album "Le Hoogie Boogie: Louisiana French Music for Children".
Matthew Jacques Doucet joue du violon, de l'accordéon et de la guitare. Il se produit parfois avec Beausoleil, mais aussi avec Joel Savoy et Wilson Savoy et avec le groupe Lost Bayou Ramblers. Il a résidé quelques années dans le Maine où il avait fondé, avec Robert Sylvain, qui travaille maintenant avec le groupe Boréal Tordu, un orchestre de musique cadienne nommé Coulé Douce.
Ezra Amédé Doucet joue du Violon, du Piano et de la Contrebasse.

### Études et carrières
Sharon Arms Doucet est titulaire d'un Baccalauréat ès arts et d'une maîtrise ès arts délivrée par l'Université de Louisiane à Lafayette. Elle a continué ses études à l'Université de Nice.
Sharon Arms Doucet a enseigné le Français et l'Anglais a des élèves dont la langue maternelle est le Français dans plusieurs écoles et universités en Louisiane. Elle est l'auteur de plusieurs récits destinés à la jeunesse, de romans, d'un recueil de chansons et d'articles relatifs au folklore et à la musique cadienne. 
Sharon Arms Douceta contribué avec Michael Doucet à la traduction des textes des chansons des albums "L'amour à la folie", et "Gitane Cajun" du groupe Beausoleil, et de l'album "Beau Solo" de Michael Doucet.
Sharon Arms Doucet a fait partie du Comeaux Fund Campaign Committee qui a doté l'Université de Louisiane à Lafayette d'une chaire de musique traditionnelle consacrée à la mémoire de Tommy Comeaux (lDr. Tommy Comeaux Eminent Scholar Chair in Traditional Music).

## Ouvrages

### Enregistrements musicaux
Sharon Arms Doucet a participé aux albums suivants :
| Année | Artiste ou groupe                    | Titre                                                 | Instruments  | Style            | Autres musiciens | Label   | Identifiant |
| ----- | ------------------------------------ | ----------------------------------------------------- | ------------ | ---------------- | --- | ------- | ----------- |
| 1992  | Michael Doucet w/ Family and Friends | Le Hoogie Boogie: Louisiana French Music for Children | Chant, Piano | musique cadienne | Michael Doucet, The Great Kat, Jimmy Breaux, Tommy Alesi, Barry Jean Ancelet, Francois Ancelet, Jean Ancelet, Louis Ancelet, Neil Burgard, Robbie Bush, Tommy Comeaux, David Doucet, Rex Hebert, The James Sisters Melissa Doucet Maher, Mitchell Reed, Steve Riley, Al Tharp, Jane Vidrine Carmella Marshall, Althea M. James, Billy Ware | Rounder | R0 8022     |

### Livres
Sharon Arms Doucet a publié les livres suivants :
| Année | Titre                                                                       | Éditeur                   | Type                              | ISBN                                   |
| ----- | --------------------------------------------------------------------------- | ------------------------- | --------------------------------- | -------------------------------------- |
| 1996  | A Songbook: Le Hoogie Boogie: Louisiana French Music for Children.          | Mel Bay                   | Recueil de chansons               |                                        |
| 1997  | Why Lapin's Ears Are Long And Other Tales from the Louisiana Bayou          | Orchard Books             | Récit pour la jeunesse (4-8 ans)  | (ISBN 0531300412 et 978-0531300411)    |
| 2003  | Alligator Sue                                                               | Farrar, Straus and Giroux | Récit pour la jeunesse (4-8 ans)  | (ISBN 9780374302184 et 978-0374302184) |
| 2004  | Back Before Dark                                                            | NAL Trade                 | Roman                             | (ISBN 0451211049 et 978-0451211040)    |
| 2007  | Fiddle Fever                                                                | Sandpiper                 | Récit pour la jeunesse (9-12 ans) | (ISBN 9780618776825 et 978-0618776825) |
| 2011  | Lapin Plays Possum: Trickster Tales from the Louisiana Bayou (Lapin Series) | Pelican Publishing        | Récit pour la jeunesse (4-8 ans)  | (ISBN 1455614807 et 978-1455614806)    |

### Articles
Sharon Arms Doucet a publié, dans le cadre de ses activités professionnelles, les articles suivants :
| Année | Titre                         | Revue                      | Référence                   |
| ----- | ----------------------------- | -------------------------- | --------------------------- |
| 1989  | Cajun Music: Songs and Psyche | Journal of Popular Culture | Vol. 23, No. 1, Summer 1989 |

## Prix et distinctions
En 2006, Sharon Arms Doucet fut distinguée, avec l'illustratrice Anne Wilsdorf, un Louisiana Young Readers' Choice Award, pour son roman "Alligator Sue".